# راب دوگان
راب دوگان (به انگلیسی: Rob Dougan) متولد 1969 در استرالیا، آهنگساز شناخته شده در سبک ترکیبی موسیقی است
و مخلوط کردن عناصر موسیقی بر موفقیتش تاثیرگذاربوده او بیشتر موفقیتش را در سال 1995 با ساخت آهنگ Clubbed to Death متن فیلم ماتریکس به دست آورد.  